# خورشید عریان
خورشید عریان (انگلیسی: The Naked Sun) رمانی علمی-تخیلی نوشتهٔ آیزاک آسیموف، و دومین کتاب در مجموعهٔ ربات است.

## بازخورد
فلوید گیل (مجلهٔ کهکشان) خورشید عریان را تلاشی برای ایجاد ژانری جدید دانست.

## یادداشت
1. ↑  این کتاب با عنوان خورشید عریان (انتشارات پاسارگاد، چاپ دوم زمستان ۱۳۶۸، تیراژ: ۳٬۵۰۰) به ترجمهٔ «هوشنگ غیاثی‌نژاد» منتشر شده‌است.